# Бяла (село)
Бяла (болг. Бяла) — село в Болгарии. Находится в Сливенской области, входит в общину Сливен. Население составляет 1409 человек.

## Политическая ситуация
В местном кметстве Бяла, в состав которого входит Бяла, должность кмета (старосты) исполняет Желю Янков Желев (Болгарская социалистическая партия (БСП)) по результатам выборов.
Кмет (мэр) общины Сливен — Йордан Лечков Янков (Граждане за европейское развитие Болгарии (ГЕРБ)) по результатам выборов.